# Kotlina Sybińska
Kotlina Sybińska (541.6; rum. Depresiunea Sibiu) – makroregion fizycznogeograficzny Wyżyny Transylwańskiej w centralnej Rumunii (Siedmiogród). Obniżenie między górami Lotru i Górami Sybińskimi w Karpatach Południowych a Wyżyną Tyrnawską. Na wschodzie łączy się z Kotliną Fogaraską. 
Kotlina Sybińska stanowi przedłużenie Kotliny Fogaraskiej leżące na północ od Przełomu Czerwonej Wieży. W centrum kotliny leży miasto Sybin. 